# Minh Thai
Minh Thai (* 1965 als Thái Minh) ist ein US-amerikanischer Speedcuber vietnamesischer Herkunft, der mit 16 Jahren die erste Zauberwürfel Weltmeisterschaft am 5. Juni 1982 in Budapest gewann, indem er einen Zauberwürfel in 22,95 Sekunden löste. Dies ist auch der erste von der World Cube Association anerkannte Weltrekord. Minh Thai ist außerdem der Autor des Buches The Winning Solution (1982), eine Anleitung zum Lösen des Zauberwürfels. Die Ortega Corners First Methode basiert unter anderem auf Minh Thais Winning-Methode.